# Opostegoides malaysiensis
Opostegoides malaysiensis là một loài bướm đêm thuộc họ Opostegidae. Nó được miêu tả bởi Donald R. Davis năm 1989. Nó được tìm thấy ở miền tây Malaysia.
Chiều dài cánh trước khoảng 2.7 mm. Con trưởng thành bay vào cuối tháng 8. Có một lứa một năm.